# Roles Apart-Hotel
El Roles Apart-Hotel es un edificio situado en la ciudad de Sucre, Bolivia. Cuenta con 25 pisos y una altura de 97 metros, convirtiéndose así en el edificio más alto del Sur del país. El propietario del edificio es Rolando Careaga.

## Características
El edificio está construido en estructura de hormigón armado y las primeras cinco plantas están destinadas a hotel de cinco estrellas, siendo este el edificio más caro construido en Sucre.
La torre se ubica en el barrio San Matías, en una zona con parques, plazas y jardines, a unos cinco minutos del centro de Sucre.